# BAC Jet Provost
BAC Jet Provost (sprva ga je proizvajal Hunting Percival) je bil britanski enomotorni reaktivni trenažer, ki so ga uporabljale britanske Kraljeve letalske sile v obdobju 1955-1993. Letalo so izvozili v več kot 10 drugih držav po svetu. 
Jet Provost ima korenine v batnognanemu (propelerskemu) Percival Provost. Jet Provost je prvič poletel 16. junija 1954. 

## Specifikacije (T Mk. 5)
Podatki iz Jane's All The World's Aircraft 1971–72; Taylor 1971, p. 181
Splošne karakteristike
- Posadka: 2
- Dolžina: 34 ft 0 in (10,36 m)
- Razpon kril: 35 ft 4 in (10,77 m)
- Višina: 10 ft 2 in (3,10 m)
- Površina kril: 213.7 ft² (19,80 m²)
- Teža praznega letala: 4888 lb [2] (2222 kg)
- Naložena teža: 6989 lb (3170 kg)
- Maks. vzletna teža: 9200 lb (4173 kg)
- Pogon letala: 1 × Armstrong Siddeley Viper Mk-202 turboreaktivni motor, 2500 lbf (11,1 kN)

 Zmogljivost 
- Maks. hitrost: 440 mph (382 vozlov, 708 km/h) na višini 25000 ft (7620 m)
- Doseg: 900 milj (z rezervoarji na koncih kril) (780 nmi, 1450 km)
- Višina leta: 36750 ft (11200 m)
- Hitrost vzpenjanja: 4000 ft/min (20,3 m/s)
- Obremenitev kril: 32,7 lb/ft² (160 kg/m²)

Oborožitev

- Strelno orožje: 2× 0.303 in (7.7 mm) strojnici (Mark 55)
- Rakete: ** 6× 27 kg ali
  - 12× 11 kg ali
  - 28x 68 mm SNEB raket v štirih nosilcih
- Bombe: ** 4× 245 kilogramski bombi